# Sávos fogasfürj
A sávos fogasfürj (Philortyx fasciatus) a madarak osztályának tyúkalakúak (Galliformes) rendjébe és a fogasfürjfélék (Odontophoridae) családjába tartozó Philortyx nem egyetlen faja.

## Rendszerezése
A fajt John Gould angol ornitológus írta le 1844-ben, még az Ortyx nembe Ortyx fasciatus néven. Az Philortyx nemet is John Gould írta le 1846-ban, ennek lett egyetlen faja.

## Előfordulása
Mexikó területén honos. A természetes élőhelye szubtrópusi és trópusi száraz és félszáraz cserjések, valamint szántóföldek és legelők.

## Megjelenése
Testhossza 18–21,5 centiméter, testtömege 115–160 gramm.

## Külső hivatkozások
- Képek az interneten a fajról
- Internet Bird Collection - videók a fajról
- Xeno-canto.org - a faj hangja[halott link]